# Circoscrizione Liguria (Senato della Repubblica)
La circoscrizione Liguria è una circoscrizione elettorale italiana per l'elezione del Senato della Repubblica.

## Storia
La circoscrizione elettorale venne istituita, con altre 19, per le prime elezioni del Senato della Repubblica, tramite Legge del 6 febbraio 1948, n. 29 in ottemperanza alla Costituzione della Repubblica Italiana che prescrive, all'art. 57, che «il Senato della Repubblica è eletto a base regionale». Fu suddivisa in 8 collegi di lista, in base al D.P.R. del 6 febbraio 1948, n. 30.
In rispetto del suddetto articolo, la circoscrizione venne riconfermata in seguito in tutte le leggi elettorali inerenti al Senato della Repubblica.
La Legge 4 agosto 1993, n. 276 modificò il territorio suddividendolo in 6 collegi uninominali, in base al D.Lgs. del 20 dicembre 1993 n. 535. I suddetti collegi vennero aboliti dalla Legge del 21 dicembre 2005, n. 270.
L'attuale Legge 3 novembre 2017, n. 165, ha ricreato nel territorio della circoscrizione collegi uninominali e collegi plurinominali che devono essere determinati dal governo tramite decreto legislativo.

## Territorio
Il territorio della circoscrizione corrisponde, fin dalla sua istituzione, a quello della regione Liguria.

## Seggi
Per l'attribuzione dei seggi spettanti ad ogni regione, bisogna ottemperare anche in questo caso alla Costituzione della Repubblica Italiana la quale prescriveva, alla data di promulgazione del 1948, che «Nessuna Regione può avere un numero di senatori inferiore a sei. La Valle d’Aosta ha un solo senatore», modificata poi con la Legge costituzionale 9 febbraio 1963, n. 2 che recita «Nessuna Regione può avere un numero di senatori inferiori a sette; il Molise ne ha due, la Valle d’Aosta uno.»
Partendo da un minimo costituzionale di sei seggi per regione, divenuti poi sette, la ripartizione dei seggi spettanti alla circoscrizione viene effettuata in proporzione alla popolazione delle Regioni, quale risulta dall'ultimo censimento generale, sulla base dei quozienti interi e dei più alti resti.

## Dal 1948 al 1993
In base alla legge in vigore dal 1948, essenzialmente proporzionale, i partiti presentavano in ogni circoscrizione un candidato per ogni collegio. All'interno di ciascun collegio, veniva eletto senatore il candidato che avesse raggiunto il quorum del 65% delle preferenze. Qualora nessun candidato avesse conseguito l'elezione, i voti di tutti i candidati venivano raggruppati nelle liste di partito a livello regionale, dove i seggi venivano allocati utilizzando il metodo D'Hondt delle maggiori medie statistiche e quindi, all'interno di ciascuna lista, venivano dichiarati eletti senatori i candidati con le migliori percentuali di preferenza.

### Collegi elettorali
- Imperia
- Savona
- Genova I
- Genova II
- Genova III
- Genova IV
- Chiavari
- La Spezia

### I legislatura
Nessun candidato nei collegi uninominali raggiunse il quorum del 65% dei voti per essere eletto automaticamente; i seggi vennero pertanto assegnati proporzionalmente ai voti ricevuti.
| Partito                            | Partito                            | Risultati 18 aprile 1948 | Risultati 18 aprile 1948 | Risultati 18 aprile 1948 | Seggi | Seggi |
| Partito                            | Partito                            | Voti                     | %                        | ±                        | Num   | ±     |
| ---------------------------------- | ---------------------------------- | ------------------------ | ------------------------ | ------------------------ | ----- | ----- |
|                                    | Democrazia Cristiana               | 408 561                  | 45,84                    | n.d.                     | 4     | n.d.  |
|                                    | Fronte Democratico Popolare        | 351 395                  | 39,42                    | n.d.                     | 3     | n.d.  |
|                                    | Unità Socialista-PRI               | 92 625                   | 10,39                    | n.d.                     | 0     | n.d.  |
|                                    | Unità Socialista                   | 21 474                   | 2,41                     | n.d.                     | 1     | n.d.  |
|                                    | Blocco Nazionale                   | 17 300                   | 1,94                     | n.d.                     | 0     | n.d.  |
|                                    |                                    |                          |                          |                          |       |       |
| Iscritti                           | Iscritti                           | 1 018 712                | 100,00                   |                          |       |       |
| ↳ Votanti (% su iscritti)          | ↳ Votanti (% su iscritti)          | 926 395                  | 90,94                    | n.d.                     |       |       |
| ↳ Voti validi (% su votanti)       | ↳ Voti validi (% su votanti)       | 891 355                  | 96,22                    |                          |       |       |
| ↳ Schede non valide (% su votanti) | ↳ Schede non valide (% su votanti) | 35 040                   | 3,78                     |                          |       |       |
| ↳ Astenuti (% su iscritti)         | ↳ Astenuti (% su iscritti)         | 92 317                   | 9,06                     |                          |       |       |

| Eletti | Eletti                |
| ------ | --------------------- |
|        | Giorgio Bo            |
|        | Antonio Boggiano Pico |
|        | Settimio Bruna        |
|        | Franco Varaldo        |
|        | Gaetano Barbareschi   |
|        | Antonio Negro         |
|        | Ezio Pontremoli       |
|        | Giovanni Anfossi      |

### II legislatura
Nessun candidato nei collegi uninominali raggiunse il quorum del 65% dei voti per essere eletto automaticamente; i seggi vennero pertanto assegnati proporzionalmente ai voti ricevuti.
| Partito                            | Partito                                 | Risultati 7 giugno 1953 | Risultati 7 giugno 1953 | Risultati 7 giugno 1953 | Seggi | Seggi   |
| Partito                            | Partito                                 | Voti                    | %                       | ±                       | Num   | ±       |
| ---------------------------------- | --------------------------------------- | ----------------------- | ----------------------- | ----------------------- | ----- | ------- |
|                                    | Democrazia Cristiana                    | 378 932                 | 39,88                   | 5,96                    | 4     | Stabile |
|                                    | Partito Comunista Italiano              | 250 342                 | 26,34                   | n.d.                    | 3     | n.d.    |
|                                    | Partito Socialista Italiano             | 148 584                 | 15,64                   | n.d.                    | 1     | n.d.    |
|                                    | Partito Socialista Democratico Italiano | 64 600                  | 6,80                    | n.d.                    | 0     | n.d.    |
|                                    | Movimento Sociale Italiano              | 35 659                  | 3,75                    | n.d.                    | 0     | n.d.    |
|                                    | PLI-PRI                                 | 31 143                  | 3,28                    | n.d.                    | 0     | n.d.    |
|                                    | Partito Nazionale Monarchico            | 29 666                  | 3,12                    | n.d.                    | 0     | n.d.    |
|                                    | Alleanza Democratica Nazionale          | 5 892                   | 0,62                    | n.d.                    | 0     | n.d.    |
|                                    | Unità Popolare                          | 5 444                   | 0,57                    | n.d.                    | 0     | n.d.    |
|                                    |                                         |                         |                         |                         |       |         |
| Iscritti                           | Iscritti                                | 1 063 823               | 100,00                  |                         |       |         |
| ↳ Votanti (% su iscritti)          | ↳ Votanti (% su iscritti)               | 995 079                 | 93,54                   | 2,60                    |       |         |
| ↳ Voti validi (% su votanti)       | ↳ Voti validi (% su votanti)            | 950 262                 | 95,50                   |                         |       |         |
| ↳ Schede non valide (% su votanti) | ↳ Schede non valide (% su votanti)      | 44 817                  | 4,50                    |                         |       |         |
| ↳ Astenuti (% su iscritti)         | ↳ Astenuti (% su iscritti)              | 68 744                  | 6,46                    |                         |       |         |

| Eletti | Eletti                |
| ------ | --------------------- |
|        | Giorgio Bo            |
|        | Antonio Boggiano Pico |
|        | Settimio Bruna        |
|        | Franco Varaldo        |
|        | Antonio Negro         |
|        | Umberto Terracini     |
|        | Vincenzo Zucca        |
|        | Gaetano Barbareschi   |

### III legislatura
Nessun candidato nei collegi uninominali raggiunse il quorum del 65% dei voti per essere eletto automaticamente; i seggi vennero pertanto assegnati proporzionalmente ai voti ricevuti.
| Partito                            | Partito                                 | Risultati 25 maggio 1958 | Risultati 25 maggio 1958 | Risultati 25 maggio 1958 | Seggi | Seggi   |
| Partito                            | Partito                                 | Voti                     | %                        | ±                        | Num   | ±       |
| ---------------------------------- | --------------------------------------- | ------------------------ | ------------------------ | ------------------------ | ----- | ------- |
|                                    | Democrazia Cristiana                    | 408 955                  | 39,73                    | 0,15                     | 4     | Stabile |
|                                    | Partito Comunista Italiano              | 250 650                  | 24,35                    | 1,99                     | 2     | 1       |
|                                    | Partito Socialista Italiano             | 180 675                  | 17,55                    | 1,91                     | 2     | 1       |
|                                    | Partito Socialista Democratico Italiano | 65 924                   | 6,41                     | 0,39                     | 0     | Stabile |
|                                    | Movimento Sociale Italiano              | 41 547                   | 4,04                     | 0,29                     | 0     | Stabile |
|                                    | Partito Liberale Italiano               | 37 955                   | 3,69                     | n.d.                     | 0     | n.d.    |
|                                    | Partito Nazionale Monarchico            | 17 411                   | 1,69                     | 1,43                     | 0     | Stabile |
|                                    | PRI-Rad                                 | 16 959                   | 1,65                     | n.d.                     | 0     | n.d.    |
|                                    | Partito Monarchico Popolare             | 5 221                    | 0,51                     | n.d.                     | 0     | n.d.    |
|                                    | Movimento Comunità                      | 3 944                    | 0,38                     | n.d.                     | 0     | n.d.    |
|                                    |                                         |                          |                          |                          |       |         |
| Iscritti                           | Iscritti                                | 1 144 658                | 100,00                   |                          |       |         |
| ↳ Votanti (% su iscritti)          | ↳ Votanti (% su iscritti)               | 1 077 958                | 94,17                    | 0,63                     |       |         |
| ↳ Voti validi (% su votanti)       | ↳ Voti validi (% su votanti)            | 1 029 241                | 95,48                    |                          |       |         |
| ↳ Schede non valide (% su votanti) | ↳ Schede non valide (% su votanti)      | 48 717                   | 4,52                     |                          |       |         |
| ↳ Astenuti (% su iscritti)         | ↳ Astenuti (% su iscritti)              | 66 700                   | 5,83                     |                          |       |         |

| Eletti | Eletti                |
| ------ | --------------------- |
|        | Giorgio Bo            |
|        | Antonio Boggiano Pico |
|        | Franco Varaldo        |
|        | Raoul Zaccari         |
|        | Mario Montagnana      |
|        | Secondo Pessi         |
|        | Gaetano Barbareschi   |
|        | Domenico Macaggi      |

### IV legislatura
Nessun candidato nei collegi uninominali raggiunse il quorum del 65% dei voti per essere eletto automaticamente; i seggi vennero pertanto assegnati proporzionalmente ai voti ricevuti.
| Partito                            | Partito                                 | Risultati 28 aprile 1963 | Risultati 28 aprile 1963 | Risultati 28 aprile 1963 | Seggi | Seggi   |
| Partito                            | Partito                                 | Voti                     | %                        | ±                        | Num   | ±       |
| ---------------------------------- | --------------------------------------- | ------------------------ | ------------------------ | ------------------------ | ----- | ------- |
|                                    | Democrazia Cristiana                    | 355 557                  | 32,59                    | 7,14                     | 4     | Stabile |
|                                    | Partito Comunista Italiano              | 309 256                  | 28,34                    | 3,99                     | 3     | 1       |
|                                    | Partito Socialista Italiano             | 173 787                  | 15,93                    | 1,62                     | 2     | Stabile |
|                                    | Partito Liberale Italiano               | 108 592                  | 9,95                     | 6,26                     | 1     | 1       |
|                                    | Partito Socialista Democratico Italiano | 84 767                   | 7,77                     | 1,36                     | 1     | 1       |
|                                    | Movimento Sociale Italiano              | 49 979                   | 4,58                     | n.d.                     | 0     | n.d.    |
|                                    | Partito Repubblicano Italiano           | 9 117                    | 0,84                     | n.d.                     | 0     | n.d.    |
|                                    |                                         |                          |                          |                          |       |         |
| Iscritti                           | Iscritti                                | 1 223 822                | 100,00                   |                          |       |         |
| ↳ Votanti (% su iscritti)          | ↳ Votanti (% su iscritti)               | 1 147 642                | 93,78                    | 0,39                     |       |         |
| ↳ Voti validi (% su votanti)       | ↳ Voti validi (% su votanti)            | 1 091 055                | 95,07                    |                          |       |         |
| ↳ Schede non valide (% su votanti) | ↳ Schede non valide (% su votanti)      | 56 587                   | 4,93                     |                          |       |         |
| ↳ Astenuti (% su iscritti)         | ↳ Astenuti (% su iscritti)              | 76 180                   | 6,22                     |                          |       |         |

| Eletti | Eletti              |
| ------ | ------------------- |
|        | Giorgio Bo          |
|        | Giorgio Morandi     |
|        | Franco Varaldo      |
|        | Raoul Zaccari       |
|        | Gelasio Adamoli     |
|        | Anelito Barontini   |
|        | Angiola Minella     |
|        | Gaetano Barbareschi |
|        | Domenico Macaggi    |
|        | Andrea D'Andrea     |
|        | Vincenzo Cassini    |

### V legislatura
Nessun candidato nei collegi uninominali raggiunse il quorum del 65% dei voti per essere eletto automaticamente; i seggi vennero pertanto assegnati proporzionalmente ai voti ricevuti.
| Partito                            | Partito                                          | Risultati 19 maggio 1968 | Risultati 19 maggio 1968 | Risultati 19 maggio 1968 | Seggi | Seggi   |
| Partito                            | Partito                                          | Voti                     | %                        | ±                        | Num   | ±       |
| ---------------------------------- | ------------------------------------------------ | ------------------------ | ------------------------ | ------------------------ | ----- | ------- |
|                                    | PCI-PSIUP                                        | 382 253                  | 33,86                    | 5,52                     | 4     | 1       |
|                                    | Democrazia Cristiana                             | 381 571                  | 33,80                    | 0,21                     | 4     | Stabile |
|                                    | PSI-PSDI Unificati                               | 193 017                  | 17,10                    | 6,60                     | 2     | 1       |
|                                    | Partito Liberale Italiano                        | 112 755                  | 9,99                     | 0,04                     | 1     | Stabile |
|                                    | Movimento Sociale Italiano                       | 36 322                   | 3,22                     | 1,36                     | 0     | Stabile |
|                                    | Partito Repubblicano Italiano                    | 19 002                   | 1,68                     | 0,84                     | 0     | Stabile |
|                                    | Partito Democratico Italiano di Unità Monarchica | 3 843                    | 0,34                     | n.d.                     | 0     | n.d.    |
|                                    |                                                  |                          |                          |                          |       |         |
| Iscritti                           | Iscritti                                         | 1 275 633                | 100,00                   |                          |       |         |
| ↳ Votanti (% su iscritti)          | ↳ Votanti (% su iscritti)                        | 1 196 031                | 93,76                    | 0,02                     |       |         |
| ↳ Voti validi (% su votanti)       | ↳ Voti validi (% su votanti)                     | 1 128 763                | 94,38                    |                          |       |         |
| ↳ Schede non valide (% su votanti) | ↳ Schede non valide (% su votanti)               | 67 268                   | 5,62                     |                          |       |         |
| ↳ Astenuti (% su iscritti)         | ↳ Astenuti (% su iscritti)                       | 79 602                   | 6,24                     |                          |       |         |

| Eletti | Eletti               |
| ------ | -------------------- |
|        | Gelasio Adamoli      |
|        | Flavio Luigi Bertone |
|        | Carlo Cavalli        |
|        | Angiola Minella      |
|        | Giorgio Bo           |
|        | Giorgio Morandi      |
|        | Franco Varaldo       |
|        | Raoul Zaccari        |
|        | Francesco Fossa      |
|        | Domenico Macaggi     |
|        | Francesco Perri      |

### VI legislatura
Nessun candidato nei collegi uninominali raggiunse il quorum del 65% dei voti per essere eletto automaticamente; i seggi vennero pertanto assegnati proporzionalmente ai voti ricevuti.
| Partito                            | Partito                                 | Risultati 7 maggio 1972 | Risultati 7 maggio 1972 | Risultati 7 maggio 1972 | Seggi | Seggi |
| Partito                            | Partito                                 | Voti                    | %                       | ±                       | Num   | ±     |
| ---------------------------------- | --------------------------------------- | ----------------------- | ----------------------- | ----------------------- | ----- | ----- |
|                                    | Democrazia Cristiana                    | 396 184                 | 33,57                   | 0,26                    | 5     | 1     |
|                                    | PCI-PSIUP                               | 384 236                 | 32,56                   | 1,24                    | 5     | 1     |
|                                    | Partito Socialista Italiano             | 141 742                 | 12,01                   | n.d.                    | 1     | n.d.  |
|                                    | Partito Liberale Italiano               | 76 277                  | 6,46                    | 3,53                    | 0     | 1     |
|                                    | Movimento Sociale Italiano              | 72 806                  | 6,17                    | 2,95                    | 0     | 1     |
|                                    | Partito Socialista Democratico Italiano | 67 298                  | 5,70                    | n.d.                    | 0     | n.d.  |
|                                    | Partito Repubblicano Italiano           | 41 603                  | 3,53                    | n.d.                    | 0     | n.d.  |
|                                    |                                         |                         |                         |                         |       |       |
| Iscritti                           | Iscritti                                | 1 300 639               | 100,00                  |                         |       |       |
| ↳ Votanti (% su iscritti)          | ↳ Votanti (% su iscritti)               | 1 229 972               | 94,57                   | 0,81                    |       |       |
| ↳ Voti validi (% su votanti)       | ↳ Voti validi (% su votanti)            | 1 180 146               | 95,95                   |                         |       |       |
| ↳ Schede non valide (% su votanti) | ↳ Schede non valide (% su votanti)      | 49 826                  | 4,05                    |                         |       |       |
| ↳ Astenuti (% su iscritti)         | ↳ Astenuti (% su iscritti)              | 70 667                  | 5,43                    |                         |       |       |

| Eletti | Eletti                   |
| ------ | ------------------------ |
|        | Giorgio Bo               |
|        | Carlo Pastorino          |
|        | Ettore Spora             |
|        | Franco Varaldo           |
|        | Raoul Zuccari            |
|        | Gelasio Adamoli          |
|        | Flavio Luigi Bertone     |
|        | Nedo Canetti             |
|        | Carlo Cavalli            |
|        | Giovanni Battista Urbani |
|        | Francesco Fossa          |

### VII legislatura
Nessun candidato nei collegi uninominali raggiunse il quorum del 65% dei voti per essere eletto automaticamente; i seggi vennero pertanto assegnati proporzionalmente ai voti ricevuti.
| Partito                            | Partito                            | Risultati 20 giugno 1976 | Risultati 20 giugno 1976 | Risultati 20 giugno 1976 | Seggi | Seggi   |
| Partito                            | Partito                            | Voti                     | %                        | ±                        | Num   | ±       |
| ---------------------------------- | ---------------------------------- | ------------------------ | ------------------------ | ------------------------ | ----- | ------- |
|                                    | Partito Comunista Italiano         | 464 520                  | 38,87                    | 6,31                     | 4     | 1       |
|                                    | Democrazia Cristiana               | 406 429                  | 34,01                    | 0,44                     | 4     | 1       |
|                                    | Partito Socialista Italiano        | 149 102                  | 12,48                    | 0,47                     | 1     | Stabile |
|                                    | PLI-PRI-PDSI                       | 103 405                  | 8,65                     | 7,04                     | 1     | 1       |
|                                    | Movimento Sociale Italiano         | 54 926                   | 4,60                     | 1,57                     | 0     | Stabile |
|                                    | Partito Radicale                   | 16 681                   | 1,40                     | n.d.                     | 0     | n.d.    |
|                                    |                                    |                          |                          |                          |       |         |
| Iscritti                           | Iscritti                           | 1 309 622                | 100,00                   |                          |       |         |
| ↳ Votanti (% su iscritti)          | ↳ Votanti (% su iscritti)          | 1 240 722                | 94,74                    | 0,17                     |       |         |
| ↳ Voti validi (% su votanti)       | ↳ Voti validi (% su votanti)       | 1 195 063                | 96,32                    |                          |       |         |
| ↳ Schede non valide (% su votanti) | ↳ Schede non valide (% su votanti) | 45 659                   | 3,68                     |                          |       |         |
| ↳ Astenuti (% su iscritti)         | ↳ Astenuti (% su iscritti)         | 68 900                   | 5,26                     |                          |       |         |

| Eletti | Eletti                           |
| ------ | -------------------------------- |
|        | Ettore Benassi                   |
|        | Flavio Luigi Bertone             |
|        | Anna Maria Conterno Degli Abbati |
|        | Giovanni Battista Urbani         |
|        | Aldo Amadeo                      |
|        | Carlo Pastorino                  |
|        | Gian Carlo Ruffino               |
|        | Paolo Emilio Taviani             |
|        | Francesco Fossa                  |
|        | Cesare Zappulli                  |

### VIII legislatura
Nessun candidato nei collegi uninominali raggiunse il quorum del 65% dei voti per essere eletto automaticamente; i seggi vennero pertanto assegnati proporzionalmente ai voti ricevuti.
| Partito                            | Partito                                      | Risultati 3 giugno 1979 | Risultati 3 giugno 1979 | Risultati 3 giugno 1979 | Seggi | Seggi   |
| Partito                            | Partito                                      | Voti                    | %                       | ±                       | Num   | ±       |
| ---------------------------------- | -------------------------------------------- | ----------------------- | ----------------------- | ----------------------- | ----- | ------- |
|                                    | Partito Comunista Italiano                   | 418 257                 | 36,17                   | 2,70                    | 5     | 1       |
|                                    | Democrazia Cristiana                         | 385 723                 | 33,36                   | 0,66                    | 4     | Stabile |
|                                    | Partito Socialista Italiano                  | 136 492                 | 11,80                   | 0,68                    | 1     | Stabile |
|                                    | Partito Radicale                             | 44 624                  | 3,86                    | 2,46                    | 0     | Stabile |
|                                    | Movimento Sociale Italiano                   | 42 987                  | 3,72                    | 0,88                    | 0     | Stabile |
|                                    | Partito Socialista Democratico Italiano      | 42 257                  | 3,65                    | n.d.                    | 0     | n.d.    |
|                                    | Partito Repubblicano Italiano                | 42 493                  | 3,68                    | n.d.                    | 0     | n.d.    |
|                                    | Partito Liberale Italiano                    | 38 521                  | 3,33                    | n.d.                    | 0     | n.d.    |
|                                    | Democrazia Nazionale - Costituente di Destra | 4 881                   | 0,42                    | n.d.                    | 0     | n.d.    |
|                                    |                                              |                         |                         |                         |       |         |
| Iscritti                           | Iscritti                                     | 1 321 970               | 100,00                  |                         |       |         |
| ↳ Votanti (% su iscritti)          | ↳ Votanti (% su iscritti)                    | 1 217 928               | 92,13                   | 2,61                    |       |         |
| ↳ Voti validi (% su votanti)       | ↳ Voti validi (% su votanti)                 | 1 156 235               | 94,93                   |                         |       |         |
| ↳ Schede non valide (% su votanti) | ↳ Schede non valide (% su votanti)           | 61 693                  | 5,07                    |                         |       |         |
| ↳ Astenuti (% su iscritti)         | ↳ Astenuti (% su iscritti)                   | 104 042                 | 7,87                    |                         |       |         |

| Eletti | Eletti                           |
| ------ | -------------------------------- |
|        | Ettore Benassi                   |
|        | Flavio Luigi Bertone             |
|        | Nedo Canetti                     |
|        | Anna Maria Conterno Degli Abbati |
|        | Aldo Amadeo                      |
|        | Giuseppe Oriana                  |
|        | Carlo Pastorino                  |
|        | Paolo Emilio Taviani             |
|        | Giovanni Battista Urbani         |
|        | Francesco Fossa                  |

### IX legislatura
Nessun candidato nei collegi uninominali raggiunse il quorum del 65% dei voti per essere eletto automaticamente; i seggi vennero pertanto assegnati proporzionalmente ai voti ricevuti.
| Partito                            | Partito                            | Risultati 26 giugno 1983 | Risultati 26 giugno 1983 | Risultati 26 giugno 1983 | Seggi | Seggi   |
| Partito                            | Partito                            | Voti                     | %                        | ±                        | Num   | ±       |
| ---------------------------------- | ---------------------------------- | ------------------------ | ------------------------ | ------------------------ | ----- | ------- |
|                                    | Partito Comunista Italiano         | 396 637                  | 36,59                    | 0,42                     | 5     | Stabile |
|                                    | Democrazia Cristiana               | 311 341                  | 28,72                    | 4,64                     | 4     | Stabile |
|                                    | Partito Socialista Italiano        | 112 384                  | 10,37                    | 1,43                     | 1     | Stabile |
|                                    | PLI-PSDI                           | 72 298                   | 6,67                     | 0,31                     | 0     | [ 10 ]  |
|                                    | Partito Repubblicano Italiano      | 70 795                   | 6,53                     | 2,85                     | 0     | Stabile |
|                                    | Movimento Sociale Italiano         | 59 426                   | 5,48                     | 1,80                     | 0     | Stabile |
|                                    | Partito Radicale                   | 27 265                   | 2,52                     | 1,34                     | 0     | Stabile |
|                                    | Lista per Trieste                  | 19 118                   | 1,76                     | n.d.                     | 0     | n.d.    |
|                                    | Democrazia Proletaria              | 14 714                   | 1,36                     | n.d.                     | 0     | n.d.    |
|                                    |                                    |                          |                          |                          |       |         |
| Iscritti                           | Iscritti                           | 1 317 561                | 100,00                   |                          |       |         |
| ↳ Votanti (% su iscritti)          | ↳ Votanti (% su iscritti)          | 1 176 134                | 89,27                    | 2,86                     |       |         |
| ↳ Voti validi (% su votanti)       | ↳ Voti validi (% su votanti)       | 1 083 978                | 92,16                    |                          |       |         |
| ↳ Schede non valide (% su votanti) | ↳ Schede non valide (% su votanti) | 92 156                   | 7,84                     |                          |       |         |
| ↳ Astenuti (% su iscritti)         | ↳ Astenuti (% su iscritti)         | 141 427                  | 10,73                    |                          |       |         |

| Eletti | Eletti                   |
| ------ | ------------------------ |
|        | Lovrano Bisso            |
|        | Nedo Canetti             |
|        | Aldo Giacchè             |
|        | Raimondo Ricci           |
|        | Giovanni Battista Urbani |
|        | Carlo Pastorino          |
|        | Gian Carlo Ruffino       |
|        | Nicola Signorello        |
|        | Paolo Emilio Taviani     |
|        | Delio Meoli              |

### X legislatura
Nessun candidato nei collegi uninominali raggiunse il quorum del 65% dei voti per essere eletto automaticamente; i seggi vennero pertanto assegnati proporzionalmente ai voti ricevuti.
| Partito                            | Partito                            | Risultati 14 giugno 1987 | Risultati 14 giugno 1987 | Risultati 14 giugno 1987 | Seggi | Seggi   |
| Partito                            | Partito                            | Voti                     | %                        | ±                        | Num   | ±       |
| ---------------------------------- | ---------------------------------- | ------------------------ | ------------------------ | ------------------------ | ----- | ------- |
|                                    | Partito Comunista Italiano         | 374 858                  | 34,46                    | 2,13                     | 4     | 1       |
|                                    | Democrazia Cristiana               | 329 553                  | 30,29                    | 1,57                     | 4     | Stabile |
|                                    | PSI-PSDI                           | 158 142                  | 14,54                    | n.d.                     | 2     | n.d.    |
|                                    | Movimento Sociale Italiano         | 61 958                   | 5,70                     | 0,22                     | 0     | Stabile |
|                                    | Partito Repubblicano Italiano      | 47 442                   | 4,36                     | 2,17                     | 0     | Stabile |
|                                    | Lista Verde                        | 41 829                   | 3,84                     | n.d.                     | 0     | n.d.    |
|                                    | Partito Liberale Italiano          | 32 803                   | 3,02                     | n.d.                     | 0     | n.d.    |
|                                    | Democrazia Proletaria              | 19 549                   | 1,80                     | n.d.                     | 0     | Stabile |
|                                    | Liga Veneta                        | 18 537                   | 1,70                     | n.d.                     | 0     | n.d.    |
|                                    | Alleanza Popolare Pensionati       | 3 230                    | 0,30                     | n.d.                     | 0     | n.d.    |
|                                    |                                    |                          |                          |                          |       |         |
| Iscritti                           | Iscritti                           | 1 312 957                | 100,00                   |                          |       |         |
| ↳ Votanti (% su iscritti)          | ↳ Votanti (% su iscritti)          | 1 161 310                | 88,45                    | 0,82                     |       |         |
| ↳ Voti validi (% su votanti)       | ↳ Voti validi (% su votanti)       | 1 087 901                | 93,68                    |                          |       |         |
| ↳ Schede non valide (% su votanti) | ↳ Schede non valide (% su votanti) | 73 409                   | 6,32                     |                          |       |         |
| ↳ Astenuti (% su iscritti)         | ↳ Astenuti (% su iscritti)         | 151 647                  | 11,55                    |                          |       |         |

| Eletti | Eletti               |
| ------ | -------------------- |
|        | Lovrano Bisso        |
|        | Gianna Schelotto     |
|        | Aldo Giacchè         |
|        | Umberto Scardaoni    |
|        | Lorenzo Acquarone    |
|        | Francesco Cattanei   |
|        | Gian Carlo Ruffino   |
|        | Paolo Emilio Taviani |
|        | Gianfranco Mariotti  |
|        | Delio Meoli          |

### XI legislatura
Nessun candidato nei collegi uninominali raggiunse il quorum del 65% dei voti per essere eletto automaticamente; i seggi vennero pertanto assegnati proporzionalmente ai voti ricevuti.
| Partito                            | Partito                            | Risultati 5 aprile 1992 | Risultati 5 aprile 1992 | Risultati 5 aprile 1992 | Seggi | Seggi   |
| Partito                            | Partito                            | Voti                    | %                       | ±                       | Num   | ±       |
| ---------------------------------- | ---------------------------------- | ----------------------- | ----------------------- | ----------------------- | ----- | ------- |
|                                    | Democrazia Cristiana               | 241 365                 | 22,26                   | 8,03                    | 3     | 1       |
|                                    | Partito Democratico della Sinistra | 212 637                 | 19,61                   | 1,57                    | 3     | Stabile |
|                                    | Lega Lombarda                      | 150 890                 | 13,91                   | n.d.                    | 2     | n.d.    |
|                                    | Partito Socialista Italiano        | 124 776                 | 11,51                   | n.d.                    | 1     | n.d.    |
|                                    | Rifondazione Comunista             | 89 780                  | 8,28                    | n.d.                    | 1     | n.d.    |
|                                    | Partito Repubblicano Italiano      | 65 367                  | 6,03                    | n.d.                    | 0     | n.d.    |
|                                    | Movimento Sociale Italiano         | 50 062                  | 4,62                    | n.d.                    | 0     | n.d.    |
|                                    | Federazione dei Verdi              | 41 343                  | 3,81                    | n.d.                    | 0     | n.d.    |
|                                    | Partito Liberale Italiano          | 30 580                  | 2,82                    | 0,20                    | 0     | Stabile |
|                                    | Altri                              | 77 707                  | 7,17                    | n.d.                    | 0     | n.d.    |
|                                    |                                    |                         |                         |                         |       |         |
| Iscritti                           | Iscritti                           | 1 328 655               | 100,00                  |                         |       |         |
| ↳ Votanti (% su iscritti)          | ↳ Votanti (% su iscritti)          | 1 147 611               | 86,37                   | 2,08                    |       |         |
| ↳ Voti validi (% su votanti)       | ↳ Voti validi (% su votanti)       | 1 084 507               | 94,50                   |                         |       |         |
| ↳ Schede non valide (% su votanti) | ↳ Schede non valide (% su votanti) | 63 104                  | 5,50                    |                         |       |         |
| ↳ Astenuti (% su iscritti)         | ↳ Astenuti (% su iscritti)         | 181 044                 | 13,63                   |                         |       |         |

| Eletti | Eletti                     |
| ------ | -------------------------- |
|        | Lorenzo Acquarone          |
|        | Bruno Orsini               |
|        | Gian Carlo Ruffino         |
|        | Maria Grazia Daniele Galdi |
|        | Giovanni Forcieri          |
|        | Carlo Rognoni              |
|        | Sergio Cappelli            |
|        | Andrea Guglieri            |
|        | Antonio Pischedda          |
|        | Giuliano Boffardi          |

## Dal 1993 al 2005
Con la riforma elettorale maggioritaria del 1993, in prima istanza veniva eletto senatore il candidato che avesse riportato la maggioranza relativa dei suffragi in ciascun collegio. Nessun candidato poteva presentarsi in più di un collegio. I rimanenti seggi regionali erano invece assegnati assommando i voti di tutti i candidati uninominali perdenti che si fossero collegati in un gruppo regionale, utilizzando il metodo D'Hondt delle migliori medie: gli scranni così ottenuti da ciascun gruppo venivano assegnati, all'interno di essa, ai candidati perdenti che avessero ottenuto le migliori percentuali elettorali.

### Collegi elettorali
1. Sanremo
2. Savona
3. Genova - Campomorone
4. Genova - Bargagli
5. Genova - Chiavari
6. La Spezia

### XII legislatura

#### Risultati elettorali
|                               | Progressisti       | 401 810   | 37,23 | 4 |  |  |  |  |  |
|                               | Polo delle Libertà | 360 617   | 33,41 | 4 |  |  |  |  |  |
|                               | Patto per l'Italia | 160 161   | 14,84 | 1 |  |  |  |  |  |
|                               | Alleanza Nazionale | 100 311   | 9,29  | – |  |  |  |  |  |
|                               | Partito Pensionati | 44 641    | 4,14  | – |  |  |  |  |  |
|                               | Marongiu Senatore  | 11 857    | 1,10  | – |  |  |  |  |  |
| Totale                        | Totale             | 1 079 397 | 100   | 9 |  |  |  |  |  |
|                               |                    |           |       |   |  |  |  |  |  |
| Voti non validi               | Voti non validi    | 72 352    | 6,28  |   |  |  |  |  |  |
| Votanti                       | Votanti            | 1 151 749 | 86,21 |   |  |  |  |  |  |
| Elettori                      | Elettori           | 1 335 914 |       |   |  |  |  |  |  |
|                               |                    |           |       |   |  |  |  |  |  |
| Data: 27-28 marzo 1994        |                    |           |       |   |  |  |  |  |  |
| Fonte: Ministero dell'interno |                    |           |       |   |  |  |  |  |  |

#### Eletti
Eletti nel Polo delle Libertà (FI - LN)
     Eletti nei Progressisti (PDS - PRC - FdV - PSI - Rete - AD - CS - RS)
| Collegio                 | Eletto | Eletto                     | Partito | Quota |
| ------------------------ | ------ | -------------------------- | ------- | ----- |
| 1 - Sanremo              |        | Andrea Guglieri            | LN      | Magg. |
| 2 - Savona               |        | Giovanni Russo             | CS      | Magg. |
| 2 - Savona               |        | Sergio Cappelli            | LN      | Prop. |
| 3 - Genova - Campomorone |        | Carlo Rognoni              | PDS     | Magg. |
| 4 - Genova - Bargagli    |        | Maria Grazia Daniele Galdi | PDS     | Magg. |
| 4 - Genova - Bargagli    |        | Giulio Terracini           | FI      | Prop. |
| 5 - Genova - Chiavari    |        | Enrico Serra               | LN      | Magg. |
| 6 - La Spezia            |        | Giovanni Lorenzo Forcieri  | PDS     | Magg. |

### XIII legislatura

#### Risultati elettorali
|                               | L'Ulivo                   | 430 814   | 41,42 | 4 |  |  |  |  |  |
|                               | Polo per le Libertà       | 395 538   | 38,03 | 3 |  |  |  |  |  |
|                               | Lega Nord                 | 124 124   | 11,93 | 1 |  |  |  |  |  |
|                               | Alleanza dei Progressisti | 84 415    | 8,12  | 1 |  |  |  |  |  |
|                               | Alpi Azzurre              | 5 144     | 0,49  | – |  |  |  |  |  |
| Totale                        | Totale                    | 1 040 035 | 100   | 9 |  |  |  |  |  |
|                               |                           |           |       |   |  |  |  |  |  |
| Voti non validi               | Voti non validi           | 72 071    | 6,48  |   |  |  |  |  |  |
| Votanti                       | Votanti                   | 1 112 106 | 83,29 |   |  |  |  |  |  |
| Elettori                      | Elettori                  | 1 335 149 |       |   |  |  |  |  |  |
|                               |                           |           |       |   |  |  |  |  |  |
| Data: 21 aprile 1996          |                           |           |       |   |  |  |  |  |  |
| Fonte: Ministero dell'interno |                           |           |       |   |  |  |  |  |  |

#### Eletti
Eletti nell'Ulivo (PDS - PpP - PSd'Az - FL - MCU - CS - SI - PS)
     Eletti nel Polo per le Libertà (FI - AN - CCD - CDU)
     Eletti nella Lega Nord
     Eletti nell'Alleanza dei Progressisti (PRC)
| Collegio                 | Eletto | Eletto                     | Partito | Quota |
| ------------------------ | ------ | -------------------------- | ------- | ----- |
| 1 - Sanremo              |        | Giorgio Bornacin           | AN      | Magg. |
| 1 - Sanremo              |        | Roberto Avogadro           | LN      | Prop. |
| 2 - Savona               |        | Giovanni Russo             | CS      | Magg. |
| 3 - Genova - Campomorone |        | Carlo Rognoni              | PDS     | Magg. |
| 4 - Genova - Bargagli    |        | Aurelio Crippa             | PRC     | Magg. |
| 4 - Genova - Bargagli    |        | Giulio Terracini           | FI      | Prop. |
| 5 - Genova - Chiavari    |        | Luigi Grillo               | FI      | Magg. |
| 5 - Genova - Chiavari    |        | Maria Grazia Daniele Galdi | PDS     | Prop. |
| 6 - La Spezia            |        | Giovanni Lorenzo Forcieri  | PDS     | Magg. |

### XIV legislatura

#### Risultati elettorali
|                      | L'Ulivo                              | 462 752   | 44,42 | 5 |  |  |  |  |  |
|                      | Casa delle Libertà                   | 437 940   | 42,04 | 4 |  |  |  |  |  |
|                      | Partito della Rifondazione Comunista | 61 401    | 5,89  | – |  |  |  |  |  |
|                      | Lista Di Pietro                      | 34 877    | 3,35  | – |  |  |  |  |  |
|                      | Lista Emma Bonino                    | 25 650    | 2,46  | – |  |  |  |  |  |
|                      | Democrazia Europea                   | 19 112    | 1,83  | – |  |  |  |  |  |
| Totale               | Totale                               | 1 041 732 | 100   | 9 |  |  |  |  |  |
|                      |                                      |           |       |   |  |  |  |  |  |
| Voti non validi      | Voti non validi                      | 48 196    | 4,42  |   |  |  |  |  |  |
| Votanti              | Votanti                              | 1 089 928 | 81,89 |   |  |  |  |  |  |
| Elettori             | Elettori                             | 1 330 952 |       |   |  |  |  |  |  |
|                      |                                      |           |       |   |  |  |  |  |  |
| Data: 13 maggio 2001 |                                      |           |       |   |  |  |  |  |  |

#### Eletti
Eletti nella Casa delle Libertà (FI - AN - LN - CCD - CDU - NPSI - PRI)
     Eletti nell'Ulivo (DS - DL - Girasole - PdCI - MRE - SVP - PSd'Az)
| Collegio                 | Eletto | Eletto                      | Partito        | Quota |
| ------------------------ | ------ | --------------------------- | -------------- | ----- |
| 1 - Sanremo              |        | Gabriele Boscetto           | FI             | Magg. |
| 2 - Savona               |        | Egidio Pedrini              | DL (UDEUR)     | Magg. |
| 2 - Savona               |        | Stanislao Alessandro Sambin | FI             | Prop. |
| 3 - Genova - Campomorone |        | Aleandro Longhi             | DS             | Magg. |
| 4 - Genova - Bargagli    |        | Nando dalla Chiesa          | DL (ID)        | Magg. |
| 5 - Genova - Chiavari    |        | Luigi Grillo                | FI             | Magg. |
| 5 - Genova - Chiavari    |        | Francesco Martone           | Girasole (FdV) | Prop. |
| 6 - La Spezia            |        | Giovanni Lorenzo Forcieri   | DS             | Magg. |

## Dal 2005 al 2017
Con l'entrata in vigore della legge Calderoli, per l'elezione del Senato viene adottato un sistema elettorale proporzionale con liste bloccate, soglia di sbarramento e premio di maggioranza su base regionale. Alla ripartizione dei seggi, che avviene secondo il metodo Hare dei quozienti interi e dei più alti resti, concorrono le liste che nell'ambito della circoscrizione regionale abbiano ottenuto almeno l'8% dei voti validi, oppure almeno il 3% se esse sono parte di una coalizione che abbia ottenuto almeno il 20%. In ogni caso, alla coalizione o lista singola più votata è attribuito almeno il 55% dei seggi: se tale soglia non è raggiunta, viene assegnato un premio di maggioranza, in forma di seggi supplementari, che riduce quelli attribuiti alle altre forze politiche.

### XV legislatura

#### Risultati elettorali
|                               | Democratici di Sinistra                           | 243 309   | 23,81 | 3 |  |  |  |  |  |
|                               | Partito della Rifondazione Comunista              | 90 561    | 8,86  | 1 |  |  |  |  |  |
|                               | La Margherita                                     | 89 094    | 8,72  | 1 |  |  |  |  |  |
|                               | Insieme con l'Unione                              | 43 793    | 4,29  | – |  |  |  |  |  |
|                               | Italia dei Valori                                 | 27 558    | 2,70  | – |  |  |  |  |  |
|                               | Rosa nel Pugno                                    | 26 177    | 2,56  | – |  |  |  |  |  |
|                               | Partito Pensionati                                | 18 734    | 1,83  | – |  |  |  |  |  |
|                               | Popolari UDEUR                                    | 5 244     | 0,51  | – |  |  |  |  |  |
|                               | Totale coalizione                                 | 544 470   | 53,29 | 5 |  |  |  |  |  |
|                               | Forza Italia                                      | 245 308   | 24,01 | 2 |  |  |  |  |  |
|                               | Alleanza Nazionale                                | 115 512   | 11,31 | 1 |  |  |  |  |  |
|                               | Unione dei Democratici Cristiani                  | 61 697    | 6,04  | – |  |  |  |  |  |
|                               | Lega Nord – MPA                                   | 39 015    | 3,82  | – |  |  |  |  |  |
|                               | Alternativa Sociale                               | 5 593     | 0,55  | – |  |  |  |  |  |
|                               | Democrazia Cristiana per le Autonomie – Nuovo PSI | 5 307     | 0,52  | – |  |  |  |  |  |
|                               | Fiamma Tricolore                                  | 4 825     | 0,47  | – |  |  |  |  |  |
|                               | Totale coalizione                                 | 477 257   | 46,71 | 3 |  |  |  |  |  |
| Totale                        | Totale                                            | 1 021 727 | 100   | 8 |  |  |  |  |  |
|                               |                                                   |           |       |   |  |  |  |  |  |
| Voti non validi               | Voti non validi                                   | 25 366    | 2,42  |   |  |  |  |  |  |
| Votanti                       | Votanti                                           | 1 047 093 | 83,39 |   |  |  |  |  |  |
| Elettori                      | Elettori                                          | 1 255 680 |       |   |  |  |  |  |  |
|                               |                                                   |           |       |   |  |  |  |  |  |
| Fonte: Ministero dell'interno |                                                   |           |       |   |  |  |  |  |  |

#### Eletti
| Democratici di Sinistra                               | Partito della Rifondazione Comunista | La Margherita                                    |
| ----------------------------------------------------- | ------------------------------------ | ------------------------------------------------ |
|                                                       |                                      |                                                  |
| - Graziano Mazzarello - Andrea Ranieri - Sabina Rossa | - Luigi Malabarba                    | - → Lamberto Dini - → Luigi Zanda - Egidio Banti |

| Forza Italia                     | Alleanza Nazionale |
| -------------------------------- | ------------------ |
|                                  |                    |
| - Alfredo Biondi - Giuseppe Saro | - Giorgio Bornacin |

1. ↑  Dimissionario in data 11.10.2006; subentrante: Haidi Giuliani
2. ↑  Opta per la circoscrizione Toscana
3. ↑  Opta per la circoscrizione Lazio

### XVI legislatura

#### Risultati elettorali
|                               | Il Popolo della Libertà              | 352 968   | 37,55 | 4 |  |  |  |  |  |
|                               | Lega Nord                            | 61 797    | 6,57  | 1 |  |  |  |  |  |
|                               | Totale coalizione                    | 414 765   | 44,12 | 5 |  |  |  |  |  |
|                               | Partito Democratico                  | 360 285   | 38,33 | 3 |  |  |  |  |  |
|                               | Italia dei Valori                    | 44 670    | 4,75  | – |  |  |  |  |  |
|                               | Totale coalizione                    | 404 955   | 43,08 | 3 |  |  |  |  |  |
|                               | Unione di Centro                     | 35 514    | 3,78  | – |  |  |  |  |  |
|                               | La Sinistra l'Arcobaleno             | 33 066    | 3,52  | – |  |  |  |  |  |
|                               | La Destra - Fiamma Tricolore         | 21 276    | 2,26  | – |  |  |  |  |  |
|                               | Partito Comunista dei Lavoratori     | 7 930     | 0,84  | – |  |  |  |  |  |
|                               | Partito Socialista                   | 7 014     | 0,75  | – |  |  |  |  |  |
|                               | Sinistra Critica                     | 4 922     | 0,52  | – |  |  |  |  |  |
|                               | Per il Bene Comune                   | 3 813     | 0,41  | – |  |  |  |  |  |
|                               | Partito Liberale Italiano            | 3 753     | 0,40  | – |  |  |  |  |  |
|                               | Unione Democratica per i Consumatori | 3 000     | 0,32  | – |  |  |  |  |  |
| Totale                        | Totale                               | 940 008   | 100   | 8 |  |  |  |  |  |
|                               |                                      |           |       |   |  |  |  |  |  |
| Voti non validi               | Voti non validi                      | 27 248    | 2,82  |   |  |  |  |  |  |
| Votanti                       | Votanti                              | 967 256   | 77,97 |   |  |  |  |  |  |
| Elettori                      | Elettori                             | 1 240 612 |       |   |  |  |  |  |  |
|                               |                                      |           |       |   |  |  |  |  |  |
| Fonte: Ministero dell'interno |                                      |           |       |   |  |  |  |  |  |

#### Eletti
| Il Popolo della Libertà                                             | Partito Democratico                                | Lega Nord          |
| ------------------------------------------------------------------- | -------------------------------------------------- | ------------------ |
|                                                                     |                                                    |                    |
| - Enrico Musso - Giorgio Bornacin - Gabriele Boscetto - Franco Orsi | - Roberta Pinotti - Claudio Gustavino - Luigi Lusi | - Roberto Castelli |

### XVII legislatura

#### Risultati elettorali
|                               | Partito Democratico              | 258 587   | 29,57 | 5 |  |  |  |  |  |
|                               | Sinistra Ecologia Libertà        | 27 610    | 3,16  | – |  |  |  |  |  |
|                               | Centro Democratico               | 2 689     | 0,31  | – |  |  |  |  |  |
|                               | Totale coalizione                | 288 886   | 33,04 | 5 |  |  |  |  |  |
|                               | Movimento 5 Stelle               | 265 317   | 30,34 | 1 |  |  |  |  |  |
|                               | Il Popolo della Libertà          | 172 282   | 19,70 | 1 |  |  |  |  |  |
|                               | Lega Nord                        | 21 162    | 2,42  | – |  |  |  |  |  |
|                               | Fratelli d'Italia                | 12 417    | 1,42  | – |  |  |  |  |  |
|                               | La Destra                        | 4 973     | 0,57  | – |  |  |  |  |  |
|                               | Totale coalizione                | 210 834   | 24,11 | 1 |  |  |  |  |  |
|                               | Con Monti per l'Italia           | 81 804    | 9,36  | 1 |  |  |  |  |  |
|                               | Rivoluzione Civile               | 13 799    | 1,58  | – |  |  |  |  |  |
|                               | Fare per Fermare il Declino      | 8 305     | 0,95  | – |  |  |  |  |  |
|                               | Partito Comunista dei Lavoratori | 5 487     | 0,63  | – |  |  |  |  |  |
| Totale                        | Totale                           | 874 432   | 100   | 8 |  |  |  |  |  |
|                               |                                  |           |       |   |  |  |  |  |  |
| Voti non validi               | Voti non validi                  | 20 761    | 2,32  |   |  |  |  |  |  |
| Votanti                       | Votanti                          | 895 193   | 75,00 |   |  |  |  |  |  |
| Elettori                      | Elettori                         | 1 193 656 |       |   |  |  |  |  |  |
|                               |                                  |           |       |   |  |  |  |  |  |
| Fonte: Ministero dell'interno |                                  |           |       |   |  |  |  |  |  |

#### Eletti
| Partito Democratico                                                                             | Movimento 5 Stelle   | Il Popolo della Libertà                   | Con Monti per l'Italia |
| ----------------------------------------------------------------------------------------------- | -------------------- | ----------------------------------------- | ---------------------- |
|                                                                                                 |                      |                                           |                        |
| - Donatella Albano - Roberta Pinotti - Massimo Caleo - Paolo Guerrieri Paleotti - Vito Vattuone | - Cristina De Pietro | - → Silvio Berlusconi - Augusto Minzolini | - Maurizio Rossi       |

1. ↑  Opta per la circoscrizione Molise
2. ↑  Dimissionario in data 20.04.2017; subentrante: Roberto Cassinelli

## Dal 2017

### Collegi elettorali

#### Dal 2017 al 2020
Alla circoscrizione sono attribuiti 8 seggi: 3 sono assegnati con sistema maggioritario, in altrettanti collegi uninominali; 5 mediante sistema proporzionale, all'interno di un unico collegio plurinominale.
| Collegi plurinominali | Collegi plurinominali | Collegi uninominali                                                   |
| --------------------- | --------------------- | --------------------------------------------------------------------- |
|                       | Liguria - 01          | - 01 - Savona - 02 - Genova - San Fruttuoso - 03 - Genova - La Spezia |

#### Dal 2020
In seguito alla riforma costituzionale del 2020 in tema di riduzione del numero dei parlamentari, alla circoscrizione sono attribuiti 5 seggi: 2 sono assegnati mediante sistema maggioritario, in altrettanti collegi uninominali; 3 mediante sistema proporzionale, all'interno di un unico collegio plurinominale.
| Collegi plurinominali | Collegi plurinominali | Collegi uninominali            |
| --------------------- | --------------------- | ------------------------------ |
|                       | Liguria - 01          | - 01 - Genova - 02 - La Spezia |

### XVIII legislatura

#### Risultati elettorali
|                               | Lega                                        | 164 831   | 20,52 | 1 | 302 802 | 37,70 | 2 |  |  |
|                               | Forza Italia                                | 101 949   | 12,69 | 1 | 302 802 | 37,70 | 2 |  |  |
|                               | Fratelli d'Italia                           | 29 100    | 3,62  | – | 302 802 | 37,70 | 2 |  |  |
|                               | Noi con l'Italia – UDC                      | 6 922     | 0,86  | – | 302 802 | 37,70 | 2 |  |  |
|                               | Movimento 5 Stelle                          | 237 964   | 29,63 | 2 | 237 964 | 29,63 | 1 |  |  |
|                               | Partito Democratico                         | 164 211   | 20,44 | 1 | 197 355 | 24,57 | – |  |  |
|                               | +Europa                                     | 25 743    | 3,21  | – | 197 355 | 24,57 | – |  |  |
|                               | Italia Europa Insieme                       | 4 559     | 0,57  | – | 197 355 | 24,57 | – |  |  |
|                               | Civica Popolare                             | 2 842     | 0,35  | – | 197 355 | 24,57 | – |  |  |
|                               | Liberi e Uguali                             | 33 354    | 4,15  | – | 33 354  | 4,15  | – |  |  |
|                               | Potere al Popolo!                           | 10 487    | 1,31  | – | 10 487  | 1,31  | – |  |  |
|                               | CasaPound                                   | 7 377     | 0,92  | – | 7 377   | 0,92  | – |  |  |
|                               | Partito Comunista                           | 5 655     | 0,70  | – | 5 655   | 0,70  | – |  |  |
|                               | Il Popolo della Famiglia                    | 4 122     | 0,51  | – | 4 122   | 0,51  | – |  |  |
|                               | Partito Valore Umano                        | 2 041     | 0,25  | – | 2 041   | 0,25  | – |  |  |
|                               | Per una Sinistra Rivoluzionaria (PCL - SCR) | 1 335     | 0,17  | – | 1 335   | 0,17  | – |  |  |
|                               | Partito Repubblicano Italiano – ALA         | 709       | 0,09  | – | 709     | 0,09  | – |  |  |
| Totale                        | Totale                                      | 803 201   | 100   | 5 | 803 201 | 100   | 3 |  |  |
|                               |                                             |           |       |   |         |       |   |  |  |
| Schede bianche                | Schede bianche                              | 7 739     | 0,94  |   |         |       |   |  |  |
| Schede nulle                  | Schede nulle                                | 15 859    | 1,92  |   |         |       |   |  |  |
| Votanti                       | Votanti                                     | 826 799   | 71,90 |   |         |       |   |  |  |
| Elettori                      | Elettori                                    | 1 149 900 |       |   |         |       |   |  |  |
|                               |                                             |           |       |   |         |       |   |  |  |
| Fonte: Ministero dell'interno |                                             |           |       |   |         |       |   |  |  |

#### Eletti

##### Eletti maggioritario
Eletti nella coalizione di centro-destra (Lega - FI - FdI - NcI-UDC)
     Eletti nel Movimento 5 Stelle
| Collegio uninominale      | Eletto | Eletto               | Partito |
| ------------------------- | ------ | -------------------- | ------- |
| 1. Savona                 |        | Paolo Ripamonti      | Lega    |
| 2. Genova - San Fruttuoso |        | Mattia Crucioli      | M5S     |
| 3. Genova - La Spezia     |        | Stefania Pucciarelli | Lega    |

1. ↑  In data 19.02.2021 aderisce al gruppo misto, non iscritti; in data 22.06.2021 alla componente «L'Alternativa c'è - Lista del Popolo per la Costituzione»; in data 09.11.2021 torna nei non iscritti; in data 27.01.2022 aderisce al gruppo Uniti per la Costituzione-C.A.L. (Costituzione, Ambiente, Lavoro); in data 29.01.2022 torna nel gruppo misto, non iscritti; in data 27.04.2022 aderisce al gruppo Uniti per la Costituzione-CAL.

##### Eletti proporzionale
| Collegio plurinominale | M5S                            | Lega                 | Partito Democratico | Forza Italia            |
| ---------------------- | ------------------------------ | -------------------- | ------------------- | ----------------------- |
| Collegio plurinominale |                                |                      |                     |                         |
| 1. Liguria - 01        | - Matteo Mantero - Elena Botto | - Francesco Bruzzone | - Vito Vattuone     | - Sandro Mario Biasotti |

1. ↑  In data 19.02.2021 aderisce al gruppo misto, non iscritti; in data 20.07.2021 alla componente «ManifestA, Potere al Popolo, Partito della Rifondazione comunista-Sinistra europea».
2. ↑  In data 29.07.2021 aderisce al gruppo misto, non iscritti.
3. ↑  In data 28.05.2021 aderisce al gruppo misto, non iscritti; in data 07.06.2021 alla componente «ITALIA AL CENTRO (IDEA-CAMBIAMO!, EUROPEISTI, NOI DI CENTRO (Noi Campani))».

### XIX legislatura

#### Risultati elettorali
|                               | Fratelli d'Italia                                       | 179 118   | 24,37 | 1 | 311 057 | 42,32 | 2 |  |  |
|                               | Lega per Salvini Premier                                | 64 399    | 8,76  | – | 311 057 | 42,32 | 2 |  |  |
|                               | Forza Italia                                            | 48 746    | 6,63  | – | 311 057 | 42,32 | 2 |  |  |
|                               | Noi Moderati                                            | 18 794    | 2,56  | – | 311 057 | 42,32 | 2 |  |  |
|                               | Partito Democratico - Italia Democratica e Progressista | 163 076   | 22,18 | 1 | 222 585 | 30,28 | – |  |  |
|                               | Alleanza Verdi e Sinistra                               | 30 573    | 4,16  | – | 222 585 | 30,28 | – |  |  |
|                               | +Europa                                                 | 24 788    | 3,37  | – | 222 585 | 30,28 | – |  |  |
|                               | Impegno Civico – Centro Democratico                     | 4 148     | 0,56  | – | 222 585 | 30,28 | – |  |  |
|                               | Movimento 5 Stelle                                      | 95 008    | 12,92 | 1 | 95 008  | 12,92 | – |  |  |
|                               | Azione - Italia Viva                                    | 53 490    | 7,28  | – | 53 490  | 7,28  | – |  |  |
|                               | Italexit                                                | 18 914    | 2,57  | – | 18 914  | 2,57  | – |  |  |
|                               | Italia Sovrana e Popolare                               | 11 619    | 1,58  | – | 11 619  | 1,58  | – |  |  |
|                               | Unione Popolare                                         | 11 323    | 1,54  | – | 11 323  | 1,54  | – |  |  |
|                               | Vita                                                    | 5 935     | 0,81  | – | 5 935   | 0,81  | – |  |  |
|                               | Partito Comunista dei Lavoratori                        | 4 491     | 0,61  | – | 4 491   | 0,61  | – |  |  |
|                               | Noi di Centro – Europeisti                              | 659       | 0,09  | – | 659     | 0,09  | – |  |  |
| Totale                        | Totale                                                  | 735 081   | 100   | 3 | 735 081 | 100   | 2 |  |  |
|                               |                                                         |           |       |   |         |       |   |  |  |
| Voti non validi               | Voti non validi                                         | 32 129    | 4,19  |   |         |       |   |  |  |
| Votanti                       | Votanti                                                 | 767 210   | 64,19 |   |         |       |   |  |  |
| Elettori                      | Elettori                                                | 1 195 266 |       |   |         |       |   |  |  |
|                               |                                                         |           |       |   |         |       |   |  |  |
| Data: 25 settembre 2022       |                                                         |           |       |   |         |       |   |  |  |
| Fonte: Ministero dell'interno |                                                         |           |       |   |         |       |   |  |  |

#### Eletti

##### Eletti maggioritario
Eletti nella coalizione di centro-destra (FdI - LSP - FI - NM)
| Collegio uninominale | Eletto | Eletto               | Partito |
| -------------------- | ------ | -------------------- | ------- |
| 01 - Genova          |        | Giovanni Berrino     | FdI     |
| 02 - La Spezia       |        | Stefania Pucciarelli | LSP     |

##### Eletti proporzionale
| Collegio plurinominale | Fratelli d'Italia | Partito Democratico-IDP | Movimento 5 Stelle |
| ---------------------- | ----------------- | ----------------------- | ------------------ |
| Collegio plurinominale |                   |                         |                    |
| 1. Liguria - 01        | - Roberto Menia   | - Lorenzo Basso         | - Luca Pirondini   |